# آریانا باربیری
آریانا باربیری (به انگلیسی: Arianna Barbieri) (زادهٔ ۲۳ فوریهٔ ۱۹۸۹) شناگر اهل ایتالیا است.